# Шемокін-Дам (Пенсільванія)
Шемокін-Дам (англ. Shamokin Dam) — місто (англ. borough) в США, в окрузі Снайдер штату Пенсільванія. Населення — 1652 особи (2020).

## Географія
Шемокін-Дам розташований за координатами 40°51′35″ пн. ш. 76°49′36″ зх. д. / 40.85972° пн. ш. 76.82667° зх. д. (40.859744, -76.826665).  За даними Бюро перепису населення США в 2010 році місто мало площу 4,88 км², з яких 4,78 км² — суходіл та 0,10 км² — водойми.

## Демографія
Згідно з переписом 2010 року, у селищі мешкало 1686 осіб у 803 домогосподарствах у складі 463 родин. Густота населення становила 346 осіб/км².  Було 832 помешкання (171/км²).
Расовий склад населення:
| - 96,1 % — білих - 1,4 % — азіатів - 0,6 % — корінних американців - 0,5 % — чорних або афроамериканців |

До двох чи більше рас належало 0,8 %. Частка іспаномовних становила 1,4 % від усіх жителів.
За віковим діапазоном населення розподілялося таким чином: 17,3 % — особи молодші 18 років, 54,6 % — особи у віці 18—64 років, 28,1 % — особи у віці 65 років та старші. Медіана віку мешканця становила 49,6 року. На 100 осіб жіночої статі у селищі припадало 86,3 чоловіків;  на 100 жінок у віці від 18 років та старших — 79,6 чоловіків також старших 18 років.
Середній дохід на одне домашнє господарство  становив 51 996 доларів США (медіана — 45 075), а середній дохід на одну сім'ю — 67 896 доларів (медіана — 56 923). Медіана доходів становила 35 156 доларів для чоловіків та 46 250 доларів для жінок. За межею бідності перебувало 10,0 % осіб, у тому числі 19,4 % дітей у віці до 18 років та 13,4 % осіб у віці 65 років та старших.
Цивільне працевлаштоване населення становило 742 особи. Основні галузі зайнятості: освіта, охорона здоров'я та соціальна допомога — 31,5 %, роздрібна торгівля — 16,2 %, будівництво — 8,2 %, мистецтво, розваги та відпочинок — 8,1 %.